# 普爾波蒂奧巴里斯 (新墨西哥州)
普爾波蒂奧巴里斯（英語：Pulpotio Bareas）是位於美國新墨西哥州盧納縣的普查規定居民點。

## 人口
根據2020年美國人口普查的數據，普爾波蒂奧巴里斯的面積為1.34平方千米，皆為陸地。當地共有人口153人，而人口密度為每平方千米114.18人。